# Somos mujeres invisibles
Somos mujeres invisibles es un cortometraje argentino, escrito y dirigido por Graciela Saez, que llegó a ser seleccionada como finalista en la edición 2015 del Roma Web Festival siendo además merecedor de diversos reconocimientos por abordar como temática la violencia de género.

## Sinopsis
El cortometraje narra cómo Thelma, una asistente social, toma contacto con tres historias diferentes, pero tienen como nexo el presentar casos de violencia contra la mujer.
Primero conocerá el caso de una ama de casa, quien junto a su pequeño hijo varón, está bajo el sometimiento diario de su marido, alcohólico, quien los somete a la violencia física y psicológica, pero que además somete sexualmente a la mujer.
La segunda historia con la que toma contacto es con los avatares de Romina, estudiante universitaria, quién será víctima de los celos de Pablo, su pareja, quien la daña físicamente al creer que ella tiene un romance con un compañero de facultad.
Finalmente la tercera historia es la de Laura, una adolescente que es violada por su padre, quien se suicida, luego de matar a la madre de Laura, tras verse descubierto.

## Recepción
El cortometraje fue seleccionado para competir en el festival internacional Roma Web Festival, en la categoría Drama, certamen del que fue finalista el episodio I del cortometraje. Desde entonces el cortometraje ha sido incluido y proyectado en diversas actividades culturales que buscan concientizar y abordar la problemática sobre la violencia de género. En enero de 2017 fue incluida en el ciclo de cine Las mujeres cuentan: Ciclo de cine femenino hispano que fue organizado por el Instituto Cervantes, en Milan, Italia.

## Distinciones
- Roma Web Festival (Finalista, 2015) [5]
- 40 Donne che c’è l’hanno fatta Milano Roma Edición 2015(Ganadora, 2015)[7]
- Medalla “Storie Di Donne”, Roma 2015 (Mención, 2015)[8]
- Reconocimiento "Stati Generali delle Donne", Milano, Roma (Mención, 2015)[9]
- Beneplácito del Honorable Concejo Deliberante de la ciudad de Córdoba (Mención, 2015)[10]
- Reconocimiento de la Municipalidad de la Villa Carlos Paz (Mención, 2015)[11]
- Beneplácito de la Honorable Legislatura de Córdoba (Mención, 2015)[12]
- Participante en la 5º Conferenza Mondiale delle Done, realiza en la ExpoMilano 2015, organizada por ONU (Participante 2015).[13]
- Premio Internacional Rosa de Cristal otorgado durante la celebración del Congreso Mundial de las Mujeres latinoamericanas 2015 (Ganadora 2015)[14]